# Enonkoski
Enonkoski este o comună din Finlanda.